# 東凱科斯島
東凱科斯島（英語：East Caicos）是英國屬地土克凱可群島的島嶼，位於大西洋海域，屬於凱科斯群島的一部分，長13公里、寬7公里，面積90平方公里，最高點海拔高度48米，島上無人居住。